# Vladimir Gradev

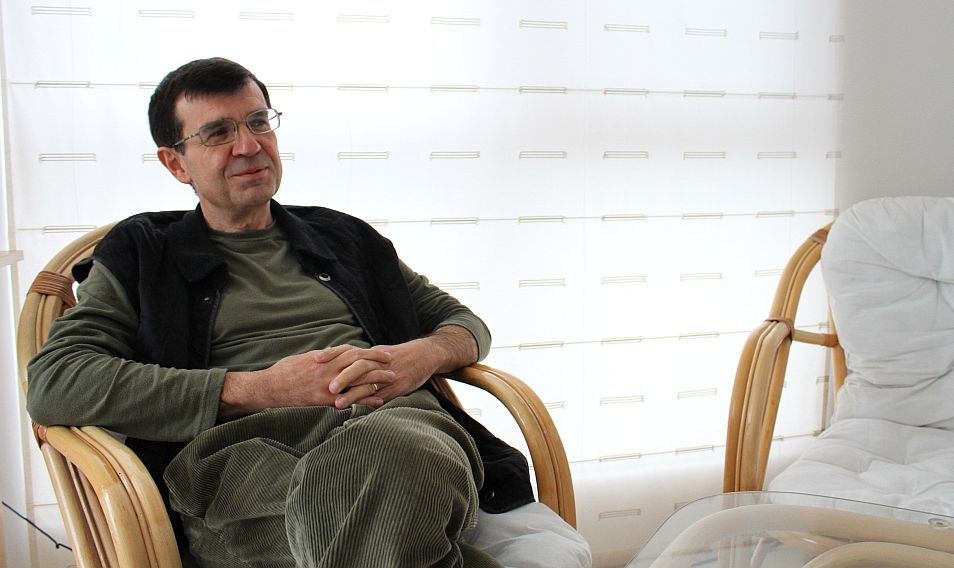
Vladimir Gradev en Varna (Bulgaria), abril 2015

Vladimir Nikolaev Gradev (en búlgaro: Владимир Николаев Градев) (Varna (Bulgaria), 12 de mayo de 1963) es un filósofo, teórico de la religión y diplomático búlgaro.
Él es conocido en el ámbito académico búlgaro ante todo por sus trabajos sobre Michel Foucault, filosofía francesa contemporánea, Martin Heidegger, Carl Schmitt y por sus traducciones al búlgaro de Michel Foucault, Blaise Pascal, Jacques Derrida, Gilles Deleuze, Giacomo Leopardi y Simone Weil. Gradev fue embajador de Bulgaria (2001-2006) ante la Santa Sede y la Orden de Malta. Por su actividad diplomática fue condecorado con la Gran Cruz de la Orden del Piano de la Santa Sede y con la Gran Cruz de la Orden de Malta. Él es Miembro de honor de la Academia florentina “Collegio dei Nobili” y miembro del Comité internacional de “Les Etats généraux de la psychanalyse”.